# 広島市立美鈴が丘小学校
広島市立美鈴が丘小学校（ひろしましりつみすずがおかしょうがっこう）は、広島県広島市佐伯区美鈴が丘西一丁目にある公立小学校。

## 沿革
- 1981年（昭和56年）4月1日 - 五日市町立美鈴が丘小学校設立。
- 1985年（昭和60年）3月20日 - 広島市との合併により、広島市立美鈴が丘小学校と改称。
- 2016年（平成28年）
  - 3月 - 耐震工事着工[1]。
  - 8月末 - 耐震工事完了[1]。

## 校区
- 広島市立美鈴が丘中学校の校区[2]
  - 美鈴が丘東一丁目〜美鈴が丘東五丁目、美鈴が丘西一丁目〜美鈴が丘西五丁目、美鈴が丘南一丁目〜美鈴が丘南四丁目、美鈴が丘緑一丁目〜美鈴が丘緑三丁目

## アクセス
近くに広電バスの「美鈴が丘小学校前」停留所がある。
- 52-2,54-2号線：広島バスセンター - （52-2己斐経由 / 54-2市役所前経由） - 古江・田方・美鈴モール前方面 - 美鈴が丘小学校前 - 美鈴が丘高校
- 28-2号線：アルパーク・新井口駅・鈴が峰住宅方面 - 美鈴が丘小学校前 - 美鈴が丘高校
- 54-3,54-4：広島バスセンター・市役所前・古江・田方・美鈴モール方面 - 美鈴が丘小学校前 - 高井・三和中学入口入口・彩が丘方面（54-4藤の木発着）
- 2-1号線：五日市駅北口・中地・高井方面 - 美鈴が丘小学校前 - 美鈴モール・山田団地方面

## 周辺
- 広島市立美鈴が丘児童館 - 同一敷地内。
- 広島市立美鈴が丘第六公園 - 敷地が隣接。
- 広島市立美鈴が丘中央公園 - 敷地が隣接。
- 広島市立美鈴が丘高等学校 - 広島市道をはさんで、敷地が隣接。
- 広島市立美鈴が丘南第二公園 - 広島市道美鈴が丘小学校前T字路交差点をはさんで、敷地が隣接。
- 広島市立美鈴が丘中学校 - 美鈴が丘南第二公園に隣接、かつ主な進学先中学校。
- 広電バス美鈴が丘車庫